# Torugart

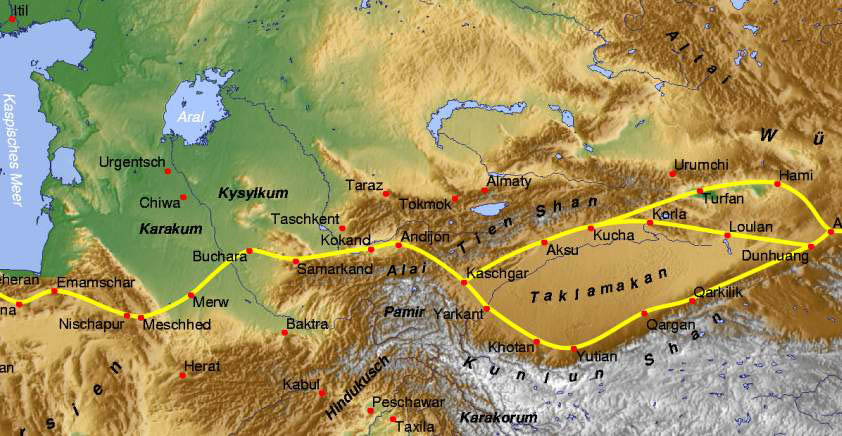
La ruta de la seda mostrant aquest pas

El pas de Torugart (xinès tradicional: 圖嚕噶爾特山口, xinès simplificat: 图噜噶尔特山口, pinyin: túlūgáĕrtè shānkŏu; en kirguís: Торугарт; (kirguís) Перевал Торугарт) és un pas de muntanya a 3.752 m d'altitud sobre el nivell del mar. És un pas de muntanya a les muntanyes del Tian Shan a la frontera entre la província del Naryn al Kirguizstan i la república autònoma de Xinjiang de la Xina.
Al costat kirguís s'hi trona el llac Chatyr-Kul. També hi ha la carretera cap a Naryn i després cap a Balykshy i Bixkek—recorre 400 km i és estreta i a l'hivern sovint impracticable per la neu i els freqüents allaus.
Rúsia i Xina van establir aquest pas l'any 1881. El 1906, el Banc de Transport Russoxinès va finançar la construcció de la carretera
L'any 1952 aquest pas va ser substituït pel Pas d'Erketx-Tam a 165 km al sud-oest. El pas de Torugart va ser tancat el 1969 per l'enfrontament polític sino-soviètic i tornat a obrir el 1983. L'any 1995 l'entrada va ser desplaçada més avall a 2.000 m d'altitud més a prop de Kaixgar, a uns 57 km.
Els xinesos i governs de l'Àsia central consideren la possibilitat de fer-hi passar el ferrocarril que uniria Kaixgar amb la Vall de Ferganà.